# Eviota melanosphena
Eviota melanosphena, tên thông thường là wedge dwarfgoby, là một loài cá biển thuộc chi Eviota trong họ Cá bống trắng. Loài này được mô tả lần đầu tiên vào năm 2016.

## Từ nguyên
Từ melanosphena trong danh pháp của E. melanosphena được ghép từ melanos ("màu đen") và sphena ("hình nêm") trong tiếng Hy Lạp, ám chỉ vệt đốm màu sẫm hình nêm ở gốc vây đuôi của loài này.

## Phạm vi phân bố và môi trường sống
E. melanosphena có phạm vi phân bố ở vùng biển ngoài khơi đông bắc nước Úc. Loài cá này đã được tìm thấy ở rạn san hô Great Barrier, từ đảo Lizard đến rạn san hô Endeavour. Các mẫu vật của chúng được thu thập ở độ sâu khoảng 24 m trở lại.

## Mô tả
Chiều dài cơ thể tối đa được ghi nhận ở E. melanosphena là gần 1,3 cm. Đầu và thân trong mờ, có màu xám với nhiều vạch đốm màu nâu đỏ trải khắp cơ thể. Mống mắt màu xám bạc, bao quanh bởi các vạch màu nâu đỏ. Cuống đuôi có hàng đốm đen. Vây lưng có màng trong suốt, màu đỏ cam ở gần gốc vây; các tia vây có đốm trắng. Vây hậu môn có màu đen, nhạt hơn ở gốc. Vây ngực và vây bụng màu xám trong.
Số gai ở vây lưng: 7; Số tia vây mềm ở vây lưng: 8 - 9; Số gai ở vây hậu môn: 1; Số tia vây mềm ở vây hậu môn: 7 - 9; Số tia vây mềm ở vây ngực: 15 - 16.